# Extraterrestrial
Extraterrestrial (conocida también con el subtítulo de The Visitors) es una película canadiense de ciencia ficción y terror estrenada en 2014 y dirigida por Colin Minihan, la mitad de los The Vicious Brothers. El film narra la historia de unos jóvenes que pasan un fin de semana en una cabaña en el bosque; lugar donde tendrán que enfrentarse a unos siniestros seres alienígenas.  

## Argumento
La película comienza con la imagen de una mujer que grita atormentada y pide auxilio en una gasolinera. Al ser ignorada por el dependiente, acude a una cabina de teléfono cercana; parece que se han llevado a sus hijos. Ante un destello de luz, la cabina desaparece y segundos más tarde cae precipitadamente al suelo sin la mujer dentro. A la mañana siguiente el sheriff interroga al dependiente: "lo que vi no era de este mundo". Ella ha desaparecido sin dejar rastro.
Tras los créditos iniciales se nos presenta a una pareja de jóvenes, April (Brittany Allen) y Kyle (Freddie Stroma), que junto a tres amigos más, deciden ir a pasar el fin de semana a la cabaña que la madre de April ha puesto en venta. Una vez se han acomodado; beben, fuman y graban sus propias imágenes, disfrutando así, de la sensación de libertad y fiesta ininterrumpida que deseaban.
Por otro lado, el sheriff pregunta a un granjero acerca de su denuncia; la misteriosa aparición de animales muertos que han sido mutilados.
April y su amiga Melanie (Melanie Papalia) dan un paseo por el bosque. April, que le está contando a Mel las dudas que tiene sobre su relación con Kyle, es interrumpida cuando el perro que las acompaña comienza a ladrar y a correr, decidido, hacia una propiedad privada. Buscándolo, descubren allí invernaderos de cannabis. De repente, un hombre que lleva un hacha consigo, surge de la nada y las aterroriza, pero pronto se acaba el miedo cuando se desenmascara el rostro al reconocer a April de los veranos que pasaba la chica en la zona. Dicho hombre, Travis (Michael Ironside), que había sido militar en la guerra de Vietnam, les habla de que últimamente están ocurriendo extraños sucesos; movimientos rápidos captados por sondas que parecen provenir de naves militares.
Ya de vuelta en la cabaña, April rechaza la proposición de matrimonio de Kyle y dejan la relación. 
Por su parte, el sheriff, que sigue investigando los sucesos, observa el registro de una cámara en el exterior de la gasolinera y advierte algo extraño en el destello de luz que se lleva la cabina.
Esa noche, el grupo está en el porche del cobertizo cuando ven caer estrepitosamente, una especie de meteorito que provoca una gran explosión no muy lejos de dónde ellos están. Deciden entonces acercarse a la zona.
Al llegar, descubren incrédulos que lo que se había estrellado era un OVNI, al tiempo que Seth, (Jesse Moss), recoge el momento con la cámara del móvil. Entre tanto, descubren huellas anormales en el barro y deciden regresar a la casa. 
Una vez allí, está lloviendo y se va la luz. Se oyen pasos, un estruendo. April recuerda la escopeta que hay en el sótano y bajan a buscarla. 
El perro ladra, investigan la casa con linternas, cierran la puerta principal que misteriosamente había quedado abierta y ven a un alienígena gris. April le dispara y este desaparece, pero pronto atisbarán su cuerpo flotando en la piscina. 
Asustados, cogen el coche en mitad de la tormenta. Sin embargo, la única carretera que les permitiría continuar hasta la ciudad está atravesada por un tronco. Así que paran y April, Seth y Kyle se bajan del coche. De repente, deja de llover; un OVNI sobrevuela sus cabezas. 
Los jóvenes entran apresurados en el automóvil pero la nave les ataca y les es imposible arrancar. Debido a la situación, una de ellas, Lex (Anja Savcic), sale del coche y el OVNI la abduce. Ante esto, el grupo dejan el coche atrás y se adentran en el bosque.
El sheriff, deambulando por una zona de acampada despoblada, entra en una autocaravana y observa en una cámara vieja, algunos vídeos de unas vacaciones en familia y cómo, al final de una grabación, aparece un instante la abducción de un niño.
Recorre el vehículo en busca de pruebas y halla marcas de sangre en la ducha. Pero, sin preverlo, una señora sale del armario de la habitación; está aterrorizada; alega que se llevaron a su hijo y a su marido, que (ellos) hacen experimentos con seres humanos y que a veces, como fue en su caso, los devuelven a La Tierra. 
El grupo, que estaba huyendo del lugar del accidente, acude a la casa de Travis; le enseñan el vídeo que demuestra la existencia del ovni y este les comenta los rumores acerca de un tratado con los extraterrestres, una conspiración: "si no te involucras, no hay problemas".
Se dan cuenta de que April, al haber matado a uno de los aliens, había desatado la búsqueda de venganza por parte de estos. 
Suena el sónar que Travis tiene en su casa: la nave ha aterrizado y los seres se acercan a ellos. Se va la luz. 
Travis, se queda para "defender su propiedad" y el resto abandona el lugar. El exmilitar muere finalmente atacado por un alien.
Los jóvenes regresan a la cabaña y cubren con tablones de madera las ventanas. Algunos policías llegan entonces a la casa. Los chicos les cuentan lo sucedido y ante la incredulidad de estos, llevan al sheriff a la piscina para que contemple el cadáver de un alien que ahora no está. El sheriff se acerca a investigar los ruidos que se oyen en el granero. Una vez dentro, descubre al perro de los jóvenes destripado en el suelo y ve algo bajar de la buhardilla que desaparece rápidamente entre los arbustos. 
Empieza a creer lo que realmente dicen. 
Seth es esposado y detenido por uno de los compañeros de policía del sheriff, que lo mete dentro de un coche oficial. El sheriff le comenta a su compañero que su esposa desaparecida probablemente fue raptada por los aliens; que ella, no se habría ido con otro. Pero, siniestramente, cuando se disponen a arrancar, aparece un extraterrestre herido en medio de la carretera. El alien levanta la mano y una serie de luces rojas y azules se combinan hasta hacer al sheriff coger el arma, disparar a su compañero y dispararse, luego, a sí mismo. Seth, que estaba dentro del vehículo, es rescatado por April y, ya en la cabaña, decide irse solo y dejar a sus tres amigos, a su suerte.
La casa tiembla. Se ven una sucesión de luces rojas, azules y amarillas desde el exterior. Todos los cristales comienzan a estallar y las explosiones no cesan de surgir. Melanie y April entran primero en el sótano, lo que le proporciona a Kyle la certeza de que ellas estarán a salvo mientras, ante la desgarradora imagen de April, él se queda fuera colocando un armario delante de la puerta. April, le ruega que baje con ellas y llora desconsolada. Kyle, que cree hacer lo correcto, coge un cuchillo y, rodeado de un ambiente rojo sangre, se esconde en la bañera. 
Volviendo a Seth, que divagaba mientras tanto por el bosque, es atacado por un alien y una nave extraterrestre lo abduce, dejando su brazo mutilado en un árbol (árbol al que se había agarrado con las esposas para evitar el secuestro).
Mel muere abrazada a April en el sótano por una sobredosis de pastillas. 
Ante la situación, April sale con cuidado del sótano tras desaparecer la luz roja de detrás de la puerta. Observa que todo está destrozado y contempla las huellas de unas manos ensangrentadas en el suelo (que nos da a entender que se han llevado a Kyle). 
April corre hacia el exterior de la casa y grita intentando atraer al ovni. Al ver que ello no da resultado, regresa a la casa y enciende una bengala que seguidamente tira en dirección a la nave que se aleja. Esto sí funciona y se deja abducir.
April aparece esta vez atrapada en una masa pegajosa; le cuesta respirar, pero finalmente consigue romperla y sale a una especie de túnel. Ve un hueco con una luz al final de este de color azul claro y se dirige hacia él para ver entonces cómo muchos tubos dan a un cielo eléctrico de un mundo alienígena. 
A continuación se nos muestra la muerte de Seth: un robot alienígena hace experimentos con su cuerpo desnudo hasta matarlo.
April, recorre el túnel y observa inquieta cómo las personas abducidas yacen ancladas a las paredes de este. Entre ellas, encuentra una mutación entre un alien y una chica humana, y a Kyle. April coge a Kyle, le hace la respiración boca a boca y el chico finalmente despierta. Ella se disculpa y le dice que quiere casarse con él. Tres aliens aparecen frente a ambos mientras uno de ellos levanta la mano. 
Se los ve despertar en un campo verde. Se levantan y caminan unidos de la mano. De pronto, ven un campamento militar, pero uno de los militares, les dispara antes de que ambos puedan acercarse y articular palabra alguna. Caen sin remedio al suelo y April hace que Kyle le ponga el anillo de compromiso antes de que el militar les vuelva a disparar para asegurar sus muertes.
Dos oficiales hablan entre ellos. Dado que las muertes son mínimas, no les importa tener que asesinar a los seres humanos que regresan para que no haya pruebas; todo resulta ser una conspiración por parte del gobierno.
En la escena final se muestra a un grupo de expertos y militares enterrando y quemando los cadáveres de los dos jóvenes que caen abrazados, recogiendo pruebas de la zona accidentada y analizando a un alienígena en un laboratorio a ritmo de "Spirit in the Sky" de Norman Greenbaum.

## Reparto
- Brittany Allen como April.
- Freddie Stroma como Kyle.
- Melanie Papalia como Melanie.
- Jesse Moss como Seth.
- Anja Savcic como Lex.
- Gil Bellows como Sheriff Murphy.
- Michael Ironside como Travis.
- Sean Rogerson como Deputy Mitchell.
- Emily Perkins como Nancy.
- Mike Kovac como Clerk.
- Ian Brown como Granjero.
- Fred Keating como Mike.
- Reese Alexander como Oficial militar.
- Jacob Tremblay como Matty. (sin acreditar)

## Lanzamiento
La película apareció por primera vez el 18 de abril de 2014 en el Tribeca Film Festival, se distribuyó vía VOD (vídeo bajo demanda) a partir del 17 de octubre y se estrenó en los cines estadounidenses el 21 de noviembre. El 12 de mayo de 2015 salio a la venta en DVD y Blu-ray.

## Premios
La película fue nominada a Mejor película en el Neuchâtel International Fantastic Film Festival en 2014 y resultó ganadora en el Nocturna Madrid International Fantastic Film Festival.
| Festival                                               | Categoría      | Resultado |
| ------------------------------------------------------ | -------------- | --------- |
| Neuchâtel International Fantastic Film Festival        | Mejor Película | Nominada  |
| Nocturna, Madrid International Fantastic Film Festival | Mejor Película | Ganadora  |

## Banda Sonora
1.- "Standing up High" - Snew You

2.- "Let's fall in love" - Mother Mother!

3.- "Tonight" - Fagault & Marina

4.- "Live it up" - Steve Thackeray

5.- "A taste of the same" - The Bad Seeds

6.- "Comin' back" - O'Luge Feat. Citizen Cope

7.- "Baptism" - Crystal Castles

8.- "Say Goodbye (I won't even)" - Adaline

9.- "Leviathan" - Blitz//Berlin

10.- "The book of love" - The Magnetic Fields

11.- "Spirit in the sky" - Norman Greenbaum